# Elección para gobernador de Texas de 2002
La elección para gobernador de Texas de 2002 tuvo lugar el 5 de noviembre. El gobernador republicano titular Rick Perry, quien se había convertido en gobernador después de la renuncia de George W. Bush para convertirse en presidente de los Estados Unidos en el año 2000, fue elegido para su primer mandato completo, ganando el 58% de los votos frente al 40% del demócrata Antonio Rodolfo Sánchez.
Perry ganó 218 de 254 condados, mientras que Sánchez solo obtuvo 36. Las encuestas de salida mostraron que Perry ganó fácilmente a los blancos (72% a 28%) mientras que Sánchez ganó a los afroestadounidenses (85% a 15%) e hispanos (65% a 35%). Su segunda toma de posesión para un primer período completo de cuatro años comenzó el 21 de enero de 2003 en los terrenos del Capitolio del Estado de Texas.
A partir de 2021, fue la última vez que el candidato republicano ganó el condado de Dallas.

## Primaria republicana
|  | 100 % |

|  | 100 % |

## Primaria demócrata
|  | 60.73 % |

|  | 32.98 % |

|  | 4.29 % |

|  | 2.00 % |

|  | 100 % |

## Encuestas
| Fuente    | Fecha                    | Tamaño de muestra | Margen de error | Rick Perry (R) | Antonio Sánchez (D) | Indecisos |
| --------- | ------------------------ | ----------------- | --------------- | -------------- | ------------------- | --------- |
| SurveyUSA | 29-31 de octubre de 2002 | 683               | +/- 3.9%        | 53%            | 43%                 | 4%        |

## Resultados
|  | 57.81 % |

|  | 39.96 % |

|  | 1.47 % |

|  | 0.71 % |

|  | 100 % |

|  | 36.24 % |